# Chade nos Jogos Olímpicos de Verão de 2012
Chade enviou uma equipe de três atletas para competir nos Jogos Olímpicos de Verão de 2012, em Londres, na Grã-Bretanha.

## Desempeho

### Atletismo
Masculino
| Atleta           | Evento | Preliminares | Preliminares | Final | Final   |
| Atleta           | Evento | Marca        | Posição      | Marca | Posição |
| ---------------- | ------ | ------------ | ------------ | ----- | ------- |
| Abdouraim Haroun | 100 m  |              |              |       |         |

Feminino
| Atleta             | Evento | Preliminares | Preliminares | Semifinal | Semifinal | Final | Final   |
| Atleta             | Evento | Marca        | Posição      | Marca     | Posição   | Marca | Posição |
| ------------------ | ------ | ------------ | ------------ | --------- | --------- | ----- | ------- |
| Hinikissia Ndikert | 200 m  |              |              |           |           |       |         |

### Judô
Feminino
| Atleta             | Evento | Fase de 32             | Fase de 16             | Quartas                | Semifinais             | Repescagem             | Repescagem             | Repescagem             | Final                  | Final |
| Atleta             | Evento | Fase de 32             | Fase de 16             | Quartas                | Semifinais             | 1ª fase                | Quartas                | Semifinais             | Final                  | Final |
| Atleta             | Evento | Adversário e resultado | Adversário e resultado | Adversário e resultado | Adversário e resultado | Adversário e resultado | Adversário e resultado | Adversário e resultado | Adversário e resultado | Pos.  |
| ------------------ | ------ | ---------------------- | ---------------------- | ---------------------- | ---------------------- | ---------------------- | ---------------------- | ---------------------- | ---------------------- | ----- |
| Carine Ngarlemdana | -70 kg |                        |                        |                        |                        |                        |                        |                        |                        |       |